# Obiparadiskråka
Obiparadiskråka (Lycocorax obiensis) är en fågelart i familjen paradisfåglar inom ordningen tättingar.

## Utbredning och systematik
Fågeln förekommer endast på öarna Obi och Bisa i södra Moluckerna. Den kategoriserades fram tills nyligen som underart till Lycocorax pyrrhopterus, men urskiljs sedan 2016 som egen art av Birdlife International och IUCN, sedan 2021 även av tongivande International Ornithological Congress (IOC).

## Status
Den placeras av IUCN i hotkategorin livskraftig.